# Copa México 1951-1952
La Copa México 1951-1952 è stata la trentaseiesima edizione del secondo torneo calcistico messicano e la nona nell'era professionistica del calcio messicano. È cominciata il 17 febbraio e si è conclusa il 6 aprile 1952. La vittoria finale è stata dell'Atlante.

## Formula
Le 12 squadre partecipanti sono suddivise in tre gironi di quattro squadre ciascuno, le vincitrici di ogni girone si affrontano in un girone finale a tre squadre.

## Primo turno

### Classifica
| Squadra         | P.ti | G | V | N | P | GF | GS | DR |
| --------------- | ---- | - | - | - | - | -- | -- | -- |
| 1. Puebla       | 10   | 6 | 4 | 2 | 0 | 13 | 8  | +5 |
| 2. CD Zacatepec | 6    | 6 | 3 | 0 | 3 | 12 | 10 | +2 |
| 3. Tampico      | 5    | 6 | 2 | 1 | 3 | 13 | 13 | 0  |
| 4. Veracruz     | 3    | 6 | 1 | 1 | 4 | 9  | 16 | -7 |

### Calendario
| 17 febbraio 1952 1ª giornata | Veracruz | 4 – 3 | Tampico |  |

| 17 febbraio 1952 1ª giornata | Puebla | 2 – 1 | CD Zacatepec |  |

| 23 febbraio 1952 2ª giornata | Tampico | 2 – 3 | Puebla |  |

| 24 febbraio 1952 2ª giornata | Veracruz | 0 – 1 | CD Zacatepec |  |

| 1º marzo 1952 3ª giornata | Tampico | 3 – 1 | CD Zacatepec |  |

| 2 marzo 1952 3ª giornata | Veracruz | 2 – 2 | Puebla |  |

| 9 marzo 1952 4ª giornata | Puebla | 1 – 1 | Tampico |  |

| 9 marzo 1952 4ª giornata | CD Zacatepec | 5 – 1 | Veracruz |  |

| 15 marzo 1952 5ª giornata | Tampico | 2 – 1 | Veracruz |  |

| 16 marzo 1952 5ª giornata | CD Zacatepec | 1 – 2 | Puebla |  |

| 23 marzo 1952 6ª giornata | Puebla | 3 – 1 | Veracruz |  |

| 23 marzo 1952 6ª giornata | CD Zacatepec | 3 – 2 | Tampico |  |

### Classifica
| Squadra    | P.ti | G | V | N | P | GF | GS | DR |
| ---------- | ---- | - | - | - | - | -- | -- | -- |
| 1. Atlante | 9    | 6 | 4 | 1 | 1 | 9  | 6  | +3 |
| 2. América | 6    | 6 | 2 | 2 | 2 | 10 | 11 | -1 |
| 3. Marte   | 5    | 6 | 2 | 1 | 3 | 9  | 10 | -1 |
| 4. Necaxa  | 4    | 6 | 2 | 0 | 4 | 9  | 10 | -1 |

### Calendario
| 17 febbraio 1952 1ª giornata | América | 2 – 2 | Atlante |  |

| 21 febbraio 1952 1ª giornata | Marte | 1 – 0 | Necaxa |  |

| 24 febbraio 1952 2ª giornata | Atlante | 3 – 2 | Marte |  |

| 28 febbraio 1952 2ª giornata | América | 2 – 5 | Necaxa |  |

| 2 marzo 1952 3ª giornata | Marte | 2 – 2 | América |  |

| 5 marzo 1952 3ª giornata | Atlante | 2 – 1 | Necaxa |  |

| 9 marzo 1952 4ª giornata | Necaxa | 3 – 2 | Marte |  |

| 13 marzo 1952 4ª giornata | Atlante | 0 – 1 | América |  |

| 16 marzo 1952 5ª giornata | América | 2 – 0 | Necaxa |  |

| 20 marzo 1952 5ª giornata | Marte | 0 – 1 | Atlante |  |

| 23 marzo 1952 6ª giornata | Necaxa | 0 – 1 | Atlante |  |

| 27 marzo 1952 6ª giornata | América | 1 – 2 | Marte |  |

### Classifica
| Squadra        | P.ti | G | V | N | P | GF | GS | DR |
| -------------- | ---- | - | - | - | - | -- | -- | -- |
| 1. Guadalajara | 9    | 6 | 3 | 3 | 0 | 15 | 9  | +6 |
| 2. Atlas       | 8    | 6 | 3 | 2 | 1 | 11 | 8  | +3 |
| 3. Oro         | 5    | 6 | 0 | 0 | 4 | 10 | 10 | 0  |
| 3. La Piedad   | 2    | 6 | 1 | 0 | 5 | 5  | 14 | -9 |

### Calendario
| 17 febbraio 1952 1ª giornata | Guadalajara | 2 – 1 | La Piedad |  |

| 24 febbraio 1952 1ª giornata | Oro | 3 – 0 | Atlas |  |

| 28 febbraio 1952 2ª giornata | Atlas | 6 – 2 | La Piedad |  |

| 2 marzo 1952 2ª giornata | Guadalajara | 3 – 1 | Oro |  |

| 9 marzo 1952 3ª giornata | Atlas | 2 – 2 | Guadalajara |  |

| 9 marzo 1952 3ª giornata | La Piedad | 1 – 0 | Oro |  |

| 16 marzo 1952 4ª giornata | Atlas | 1 – 0 | Oro |  |

| 16 marzo 1952 4ª giornata | La Piedad | 0 – 3 | Guadalajara |  |

| 23 marzo 1952 5ª giornata | La Piedad | 0 – 1 | Atlas |  |

| 2 marzo 1952 5ª giornata | Oro | 4 – 4 | Guadalajara |  |

| 20 marzo 1952 6ª giornata | Oro | 2 – 1 | La Piedad |  |

| 27 marzo 1952 6ª giornata | Guadalajara | 1 – 1 | Atlas |  |

## Fase Finale

### Classifica girone finale
| Squadra        | P.ti | G | V | N | P | GF | GS | DR |
| -------------- | ---- | - | - | - | - | -- | -- | -- |
| 1. Atlante     | 4    | 2 | 2 | 0 | 0 | 5  | 0  | +5 |
| 2. Guadalajara | 2    | 2 | 1 | 0 | 1 | 3  | 3  | 0  |
| 3. Puebla      | 0    | 2 | 0 | 0 | 2 | 0  | 5  | -5 |

### Calendario
| 30 marzo 1952 1ª giornata | Atlante | 3 – 0 | Guadalajara |  |

| 3 aprile 1952 2ª giornata | Guadalajara | 3 – 0 | Puebla |  |

| 6 aprile 1952 3ª giornata | Atlante | 2 – 0 | Puebla |  |

### Verdetto Finale
L'Atlante vince la copa México 1951-1952.

## Coppa "Campeón de Campeones" 1952
- Partecipano le squadre vincitrici del campionato messicano: Leon e della coppa del Messico: Atlante. L'Atlante si aggiudica il titolo.

## Finale
| Città del Messico 13 luglio 1952, ore 15:00 | Atlante    | 1 – 0 | León | Estadio de la Ciudad de los Deportes |
| \| \| \| \| \| 18’ Salvador Saucedo \| Marcatori \| \| \| Salvador Mota Rivera Renato Victor Ruffo José Antonio Rodríguez Thelmo García Rafael Ávalos Raúl De Alba Ricardo Escandón Norberto Rozas Salvador Saucedo Lucio Gómez \| Formazioni \| Antonio Carbajal Raúl Varela Antonio Félix Bataglia Saturnino Martínez Sergio Bravo Alfredo Costa José Luis Molina Marcos Aurelio Di Paulo A. Orozco Luis Luna Luis Leonel Bozza \| \| Gregorio Blasco \| Allenatori \| Antonio López Herranz \| |            | |      |                                      |
| |            | |      |                                      |
| 18’ Salvador Saucedo | Marcatori  | |      |                                      |
| Salvador Mota Rivera Renato Victor Ruffo José Antonio Rodríguez Thelmo García Rafael Ávalos Raúl De Alba Ricardo Escandón Norberto Rozas Salvador Saucedo Lucio Gómez | Formazioni | Antonio Carbajal Raúl Varela Antonio Félix Bataglia Saturnino Martínez Sergio Bravo Alfredo Costa José Luis Molina Marcos Aurelio Di Paulo A. Orozco Luis Luna Luis Leonel Bozza |      |                                      |
| Gregorio Blasco | Allenatori | Antonio López Herranz |      |                                      |